# Пристигането на влака на гарата във Венсен
„Пристигането на влака на гарата във Венсен“ (на френски: Arrivée d'un train gare de Vincennes) е френски късометражен документален ням филм от 1896 година, заснет от режисьора Жорж Мелиес. Както останалите ранни филми на Мелиес и този е римейк на по-рано заснета лента, в случая Пристигането на влака на братята Люмиер. Кадри от филма не са достигнали до наши дни и той се смята за изгубен.
Възможно е обаче, все пак кадри от филма да са оцеляли. През 2013 година, южноамериканският аниматор Бърнард Рихтер констатира, базирайки се на разследване, проведено от него съвместно с дъщеря му Сара Рихтер, че в един кинеограф, публикуван от Леон Боулиу в навечерието на века, може би се съдържа оцеляло копие от филма. Боулиу е бил производител на кинеографи, използвайки филми произведени между 1895 и 1898 година.
Тази констатация Рихтер я базира по типа на влака, показан в кинеографа, но Сара Рихтер анонсира в свое интервю за списание „Варайъти“, че няма неоспорими доказателства за това, че именно този филм на Мелиес е залегнал в този кинеограф. По този повод Жан-Кристофър Хорак, архивист от „Университета на Калифорния“, предупреждава, че това може да бъде както копие от филм на Мелиес, така и такова на филм на братята Люмиер. Серж Бромбърг, който се занимава с възстановяване и съхранение на филми, изказва подобно мнение, че без категорични доказателства, няма как да се определи дали това е точно този филм, или е филм на някой от другите пионери в киното. Прапраправнучката на Мелиес, Полин Мелиес заявява по този повод, че е възможно това да е негов филм, но изследвайки влака, виждащ се на кадрите, предполага, че става въпрос за по-късен филм, заснет от прадядо и.
Вследствие на тези събития, Рихтер анонсира, че те се надяват да съберат повече доказателства, чрез краудсорсинг на проекта по разследването.